# Mazières-en-Gâtine
Mazières-en-Gâtine és un municipi francès situat al departament de Deux-Sèvres i a la regió de la Nova Aquitània. L'any 2007 tenia 971 habitants.

## Demografia

### Població
El 2007 la població de fet de Mazières-en-Gâtine era de 971 persones. Hi havia 428 famílies de les quals 128 eren unipersonals (68 homes vivint sols i 60 dones vivint soles), 152 parelles sense fills, 112 parelles amb fills i 36 famílies monoparentals amb fills.
La població ha evolucionat segons el següent gràfic:
Habitants censats

### Habitatges
El 2007 hi havia 500 habitatges, 436 eren l'habitatge principal de la família, 28 eren segones residències i 36 estaven desocupats. 472 eren cases i 26 eren apartaments. Dels 436 habitatges principals, 296 estaven ocupats pels seus propietaris, 129 estaven llogats i ocupats pels llogaters i 11 estaven cedits a títol gratuït; 2 tenien una cambra, 21 en tenien dues, 64 en tenien tres, 115 en tenien quatre i 234 en tenien cinc o més. 355 habitatges disposaven pel capbaix d'una plaça de pàrquing. A 212 habitatges hi havia un automòbil i a 192 n'hi havia dos o més.

### Piràmide de població
La piràmide de població per edats i sexe el 2009 era:
| Homes | Edats   | Dones |
| ----- | ------- | ----- |
| 0     | 95 o +  | 0     |
| 0     | 90 a 94 | 4     |
| 4     | 85 a 89 | 4     |
| 8     | 80 a 84 | 0     |
| 36    | 75 a 79 | 28    |
| 20    | 70 a 74 | 44    |
| 16    | 65 a 69 | 12    |
| 20    | 60 a 64 | 12    |
| 28    | 55 a 59 | 20    |
| 32    | 50 a 54 | 28    |
| 28    | 45 a 49 | 28    |
| 28    | 40 a 44 | 36    |
| 52    | 35 a 39 | 16    |
| 24    | 30 a 34 | 56    |
| 36    | 25 a 29 | 28    |
| 12    | 20 a 24 | 28    |
| 32    | 15 a 19 | 24    |
| 12    | 10 a 14 | 24    |
| 20    | 5 a 9   | 40    |
| 28    | 0 a 4   | 28    |

## Economia
El 2007 la població en edat de treballar era de 597 persones, 453 eren actives i 144 eren inactives. De les 453 persones actives 419 estaven ocupades (220 homes i 199 dones) i 34 estaven aturades (18 homes i 16 dones). De les 144 persones inactives 70 estaven jubilades, 30 estaven estudiant i 44 estaven classificades com a «altres inactius».

### Ingressos
El 2009 a Mazières-en-Gâtine hi havia 441 unitats fiscals que integraven 1.013 persones, la mediana anual d'ingressos fiscals per persona era de 16.411 €.

### Activitats econòmiques
Dels 64 establiments que hi havia el 2007, 1 era d'una empresa extractiva, 2 d'empreses alimentàries, 1 d'una empresa de fabricació d'altres productes industrials, 10 d'empreses de construcció, 9 d'empreses de comerç i reparació d'automòbils, 7 d'empreses de transport, 3 d'empreses d'hostatgeria i restauració, 1 d'una empresa d'informació i comunicació, 2 d'empreses financeres, 4 d'empreses immobiliàries, 7 d'empreses de serveis, 12 d'entitats de l'administració pública i 5 d'empreses classificades com a «altres activitats de serveis».
Dels 19 establiments de servei als particulars que hi havia el 2009, 1 era una oficina d'administració d'Hisenda pública, 1 gendarmeria, 1 oficina de correu, 1 una oficina bancària, 1 taller de reparació d'automòbils i de material agrícola, 1 taller d'inspecció tècnica de vehicles, 1 paleta, 1 guixaire pintor, 2 fusteries, 1 lampisteria, 1 electricista, 1 empresa de construcció, 2 perruqueries, 1 agència de treball temporal, 2 restaurants i 1 agència immobiliària.
L'únic establiment comercial que hi havia el 2009 era una fleca.
L'any 2000 a Mazières-en-Gâtine hi havia 29 explotacions agrícoles que ocupaven un total de 1.066 hectàrees.

## Equipaments sanitaris i escolars
El 2009 hi havia 1 farmàcia i 1 ambulància.
El 2009 hi havia 1 escola maternal i 1 escola elemental. Mazières-en-Gâtine disposava d'un col·legi d'educació secundària amb 207 alumnes.

## Poblacions més properes
El següent diagrama mostra les poblacions més properes.